# حفرة معينية
الحفرة المعينية هي انخفاض معين الشكل في الجزء الأمامي من البطين الرابع. جزؤها الأمامي يتكون من الجزء الخلفي للجسر والنخاع المستطيل، وتمثل قاع البطين الرابع.
تغطى الحفرة المعينية بطبقة رقيقة من المادة الرمادية وتمتد مع طبقة النخاع الشوكي، وتقع فوق الطبقة الرقيقة للخلية الدبقية والتي تكون البطانة العصبية في البطين وتدعم النسيج الطلائي المهدب.

## صور إضافية

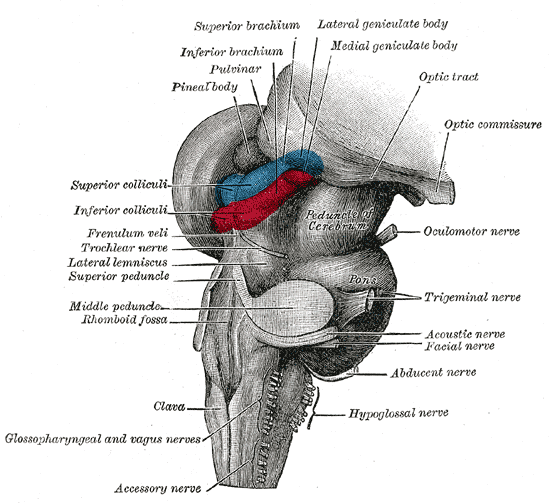
منظر جانبي خلفي للدماغ المؤخر والدماغ المتوسط.
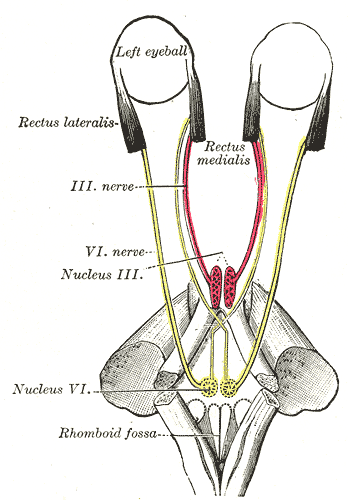
مخطط يوضح تعصيب العضلة المستقيمة الوسطية والعضلة المستقيمة الوحشية في العين.
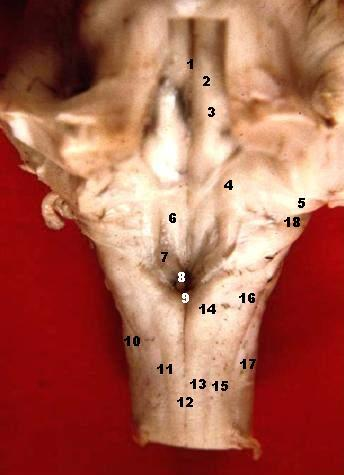
منظر خلفي لذيل جذع دماغ الإنسان